# Mattias Ekholm
Mattias Hans Ekholm (* 24. května 1990, Borlänge) je švédský lední hokejista, který nastupuje na postu obránce. V současnosti působí v kanadském klubu Edmonton Oilers. Se švédskou reprezentací vyhrál mistrovství světa roku 2018, na šampionátu v roce 2014 bral bronz. Bronzovou medaili přivezl i ze Světového poháru 2016 a mistrovství světa juniorů 2010. Zúčastnil se i MS 2015, 2016, 2018 a 2019. Švédskou nejvyšší soutěž hrál za Mora IK a Brynäs IF. Do NHL prvně nakoukl v roce 2011 v dresu Nashville Predators, ale čekala ho ještě mezifáze návratu do Švédska a sezóny v AHL na soupisce Milwaukee Admirals. Sezóna 2013/14 v Nashvillu byla jeho první plnohodnotnou v NHL. V roce 2022 byl vyměněn do Edmontonu. Jeho bilance v základní části NHL byla k 28. 1. 2024: 784 utkání, 300 bodů, 71 branek. Ve vyřazovací části (Stanleyově poháru) 87 zápasů, 42 bodů, 7 gólů.